# ビリヤード

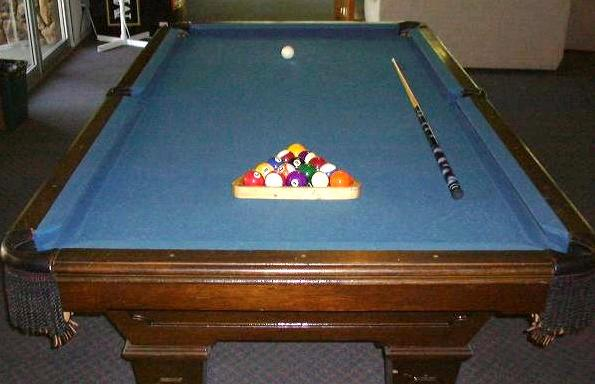
ポケット玉突き台その他用具

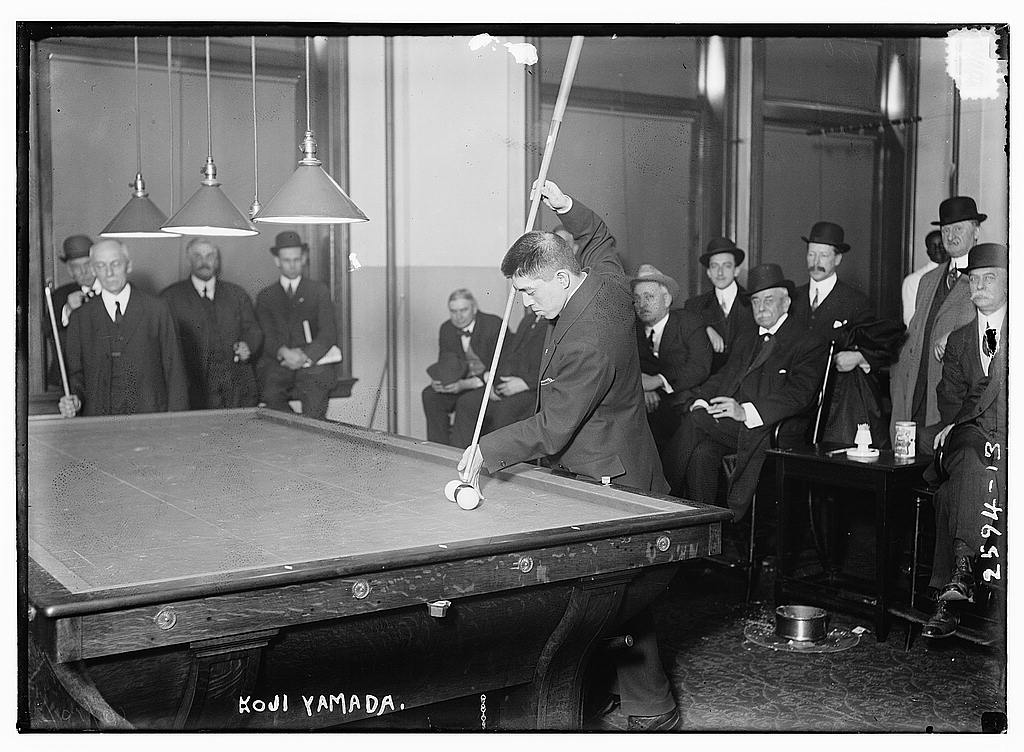
1912年に世界ボークライン選手権でチャンピオンになった山田浩二

ビリヤード（英: cue sports, billiard sports、billiards）は、室内で行われるスポーツ競技のひとつ。ビリアード、撞球（どうきゅう）、球撞き・玉突き（たまつき）とも呼ばれる。

## 概要
ビリヤードとは、ラシャと呼ばれる布を張ったスレート（石板）にクッションで囲ったテーブル上で「キュー」と呼ばれる「タップ（皮）、先角（コツ）、シャフト、バット」で構成された長い棒状の道具を使い、静止している白や黄色の手玉（キューボール）を撞き、先玉（カラーボール）に衝突させ、それらの球が起こすアクションを自分の思い通りにコントロールすることで競い合う球技であるが、キャロム、ポケット、スヌーカーで使用するテーブルの規格が異なる。他の多くの球技と異なる点は、体力の優劣、年齢によって勝敗が左右される要素が少ないことであり、そのため子供から年配者まで幅広い年齢層のプレイヤーが楽しむことができる。また各プレイヤーの実力に合わせて適切なハンデを振ることにより、初級者からプロまでが同じテーブルで直接対戦することができる。
ビリヤードは常に一人でテーブルへ向かってプレイを行い、静止した球を撞く。そのため対戦相手と直接球を撞き合うことはなく、ショットの成否は全て自らのプレイによる結果となる。また、体格や体力において優れていれば必ず勝てるとは言えず、技術の熟練度やプレッシャーに負けない精神力、集中力を備えているほうがよい結果を残すことが多い。技術の緻密さ、ゲームを有利に進めるための戦術を競う競技であることから、メンタルスポーツのひとつとされる。
また、繊細な技術や集中力が必要であることから、プレー中は厳格な雰囲気が用いられることが多く、服装についてもややフォーマル寄りであることが多い。反則や得点がわかりやすいことから、デジタル機器はほとんど用いられない。

### ビリヤードの起源
ビリヤードの起源については諸説あり、中国、イタリア、フランス、イギリス、スペインのいずれかで発明されたとされる。かつてはビリヤードは「ベルメル」と呼ばれており、中近東から戻った十字軍兵士がベルメルをヨーロッパへ持ち込んだとする説もある。また、紀元前400年頃、ギリシアの屋外スポーツで、円錐形のものへ丸い石を棒で突き当てる競技が原型という説もある。
ビリヤードは元々屋外のスポーツでクロッケー競技に似ているものだったと言われる。スペインでは「ビロルダ」というスティックでボールを転がし、2本のポールの間に入れて競技されるものが「ビラルダ」を経て、最終的に「ビリヤード」になった。
1469年、世界初のビリヤードテーブルはルイ11世のために作られた。そのビリヤードテーブルは石版にクロスが敷かれ、真ん中にひとつだけ球を落とす穴があるものだった。しかし、同世紀の他のフランス国王、教会はビリヤードを「罪深きもの」として見なし、遊ぶことを禁じていた。
なおビリヤードから派生・分化したゲームとしてはバガテル (テーブルゲーム)、ピンボール、スマートボール、アレンジボール、パチンコなどが存在する。詳細については各項目の歴史などを参照。

### ビリヤードの分類
ビリヤードは使用するテーブルの形状によって大きくキャロム競技とポケット競技に分けられ、それぞれによって使用する道具等が若干異なる。主にイギリスを中心とした旧英連邦諸国において人気が高い競技のスヌーカーもテーブルにポケットがあり、ポケット競技に含められることもあるが、テーブル表面積が2倍近くあり、使用するボールが小さく、目の付いたラシャによりボールが自然とカーブするなど競技特性が異なること、ボールをポケットへ落とすことだけではなく、相手にボールを落とすチャンスを与えないセーフティープレーにより相手のファールを誘って点数を得ることも重要な戦略となっているなど、そのゲーム性は大きく異なるためポケット・ビリヤードとは別競技として扱われる場合が多い。
- ビリヤード
  - キャロムビリヤード
  - ポケットビリヤード（pocket billiards）または、プール（pool billiards）
  - スヌーカー

これらの競技はいずれもキューを用いて行われるスポーツであることから、キュースポーツ(Cue Sport)とも呼ばれている。

## 器具と用語の解説

### テーブル

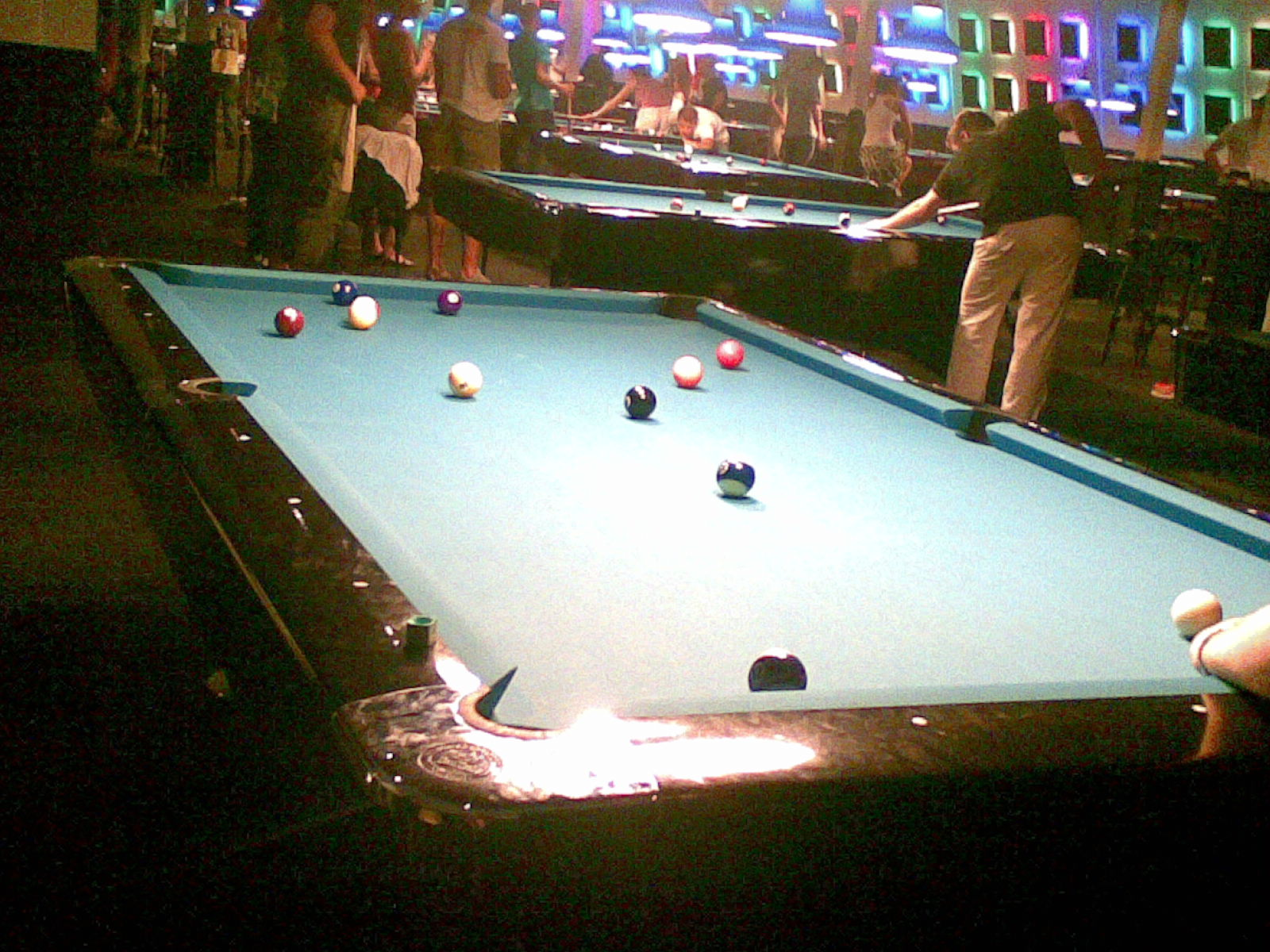
ポケットビリヤード用のテーブル。6ヶ所にボールを落とす穴「ポケット」がある

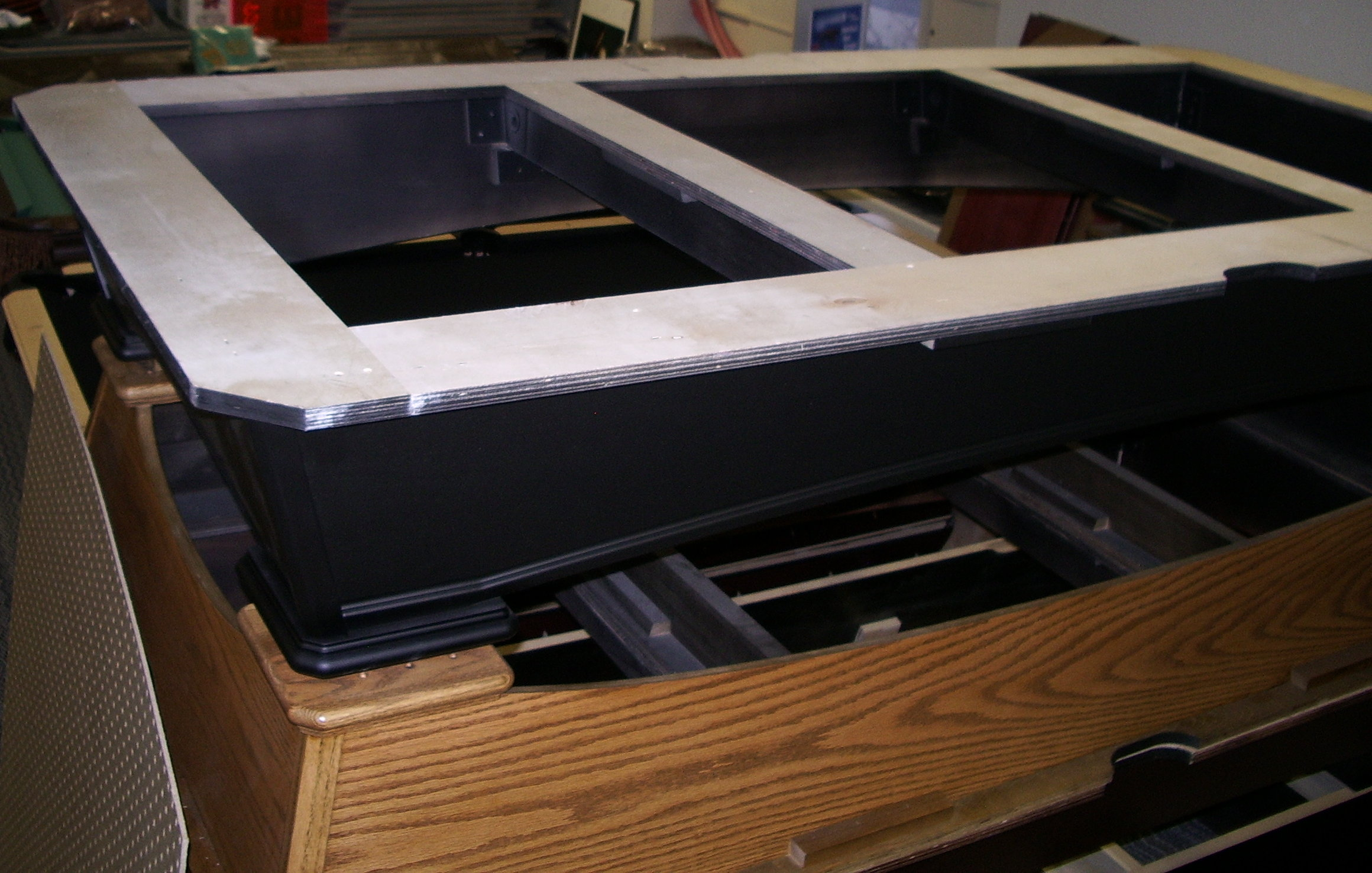
分解されたテーブル

ビリヤードをプレイするための台のことをビリヤードテーブル、あるいはそのまま単に台と呼ぶ。テーブルの台座部分は主にスレートと呼ばれる石板やその代用品でできており、ラシャ（羅紗、クロス、ベーズ(en)とも呼ぶ）と呼ばれる柔らかい専用の布でその表面が覆われている。
テーブルの周囲は主に木製のエプロンもしくはスカートと呼ばれる外枠で覆われている。スカートの上面はレールと呼ばれ、その上面はスレート面よりも一段高くなっており、その段差の内側にはラシャを張ったゴムの壁が三角柱を横に寝かせたような状態で貼り付けられている。このゴムの壁をクッションと呼び、球が当たると跳ね返るようになっている。このクッションの内周は長辺と短辺の比が2：1の長方形となっている。一般的なビリヤードテーブルのサイズは長辺の長さで示される。レール上にあるマークは、ポイントと呼ばれる。
ポケット競技やスヌーカーで使用されるテーブルには四隅と長辺の真ん中の合計6箇所に「ポケット」と呼ばれる穴が開けられており、ボールがそこへ入ると落ちるようになっている。このような台をポケットテーブルと呼ぶ。一方、キャロム競技に使用されるポケットのないテーブルをキャロムテーブルと呼ぶ。ポケットテーブル、キャロムテーブル共にそれぞれの競技によって大きさの違うテーブルが存在する。なお、スヌーカー競技用のテーブルをスヌーカーテーブルと言って呼び分ける場合もある。
ビリヤードテーブルは非常に大きく重量があるため、分解して室内へ運び入れて組み立てられる。しかし、ビリヤードは球同士を衝突させて、それらの球のアクションを支配しようとするという競技であるため、ボールが偏った動きをしないようにスレート面が限りなく水平かつ平滑であることが求められる。そのためビリヤードテーブルの脚はそれぞれ高さを微調整できるようになっており、複数枚で構成されるスレート面はスレート同士の継ぎ目に段差ができないよう慎重に設置される。
また、ビリヤードをストレスなくプレイするためにはテーブル端でキューを振るだけの余分な空間と幾つかのインテリアを置くための空間が必要となるため、例えば長辺が9フィートのポケットテーブル1台を設置するためには最低でも20畳ほどの空間が必要となる。

### ボール

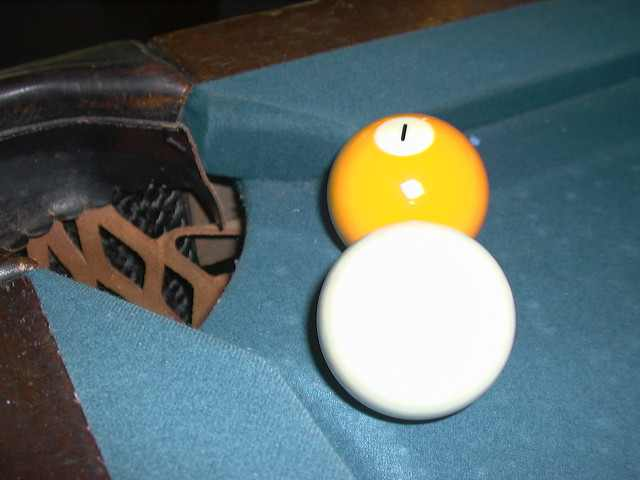
コーナーポケットそばの手球と1番ボール

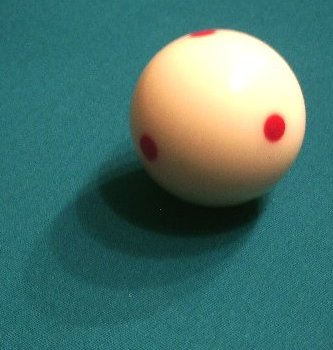
観戦者に手球の動きを伝えるための「点」が付いているドットボール

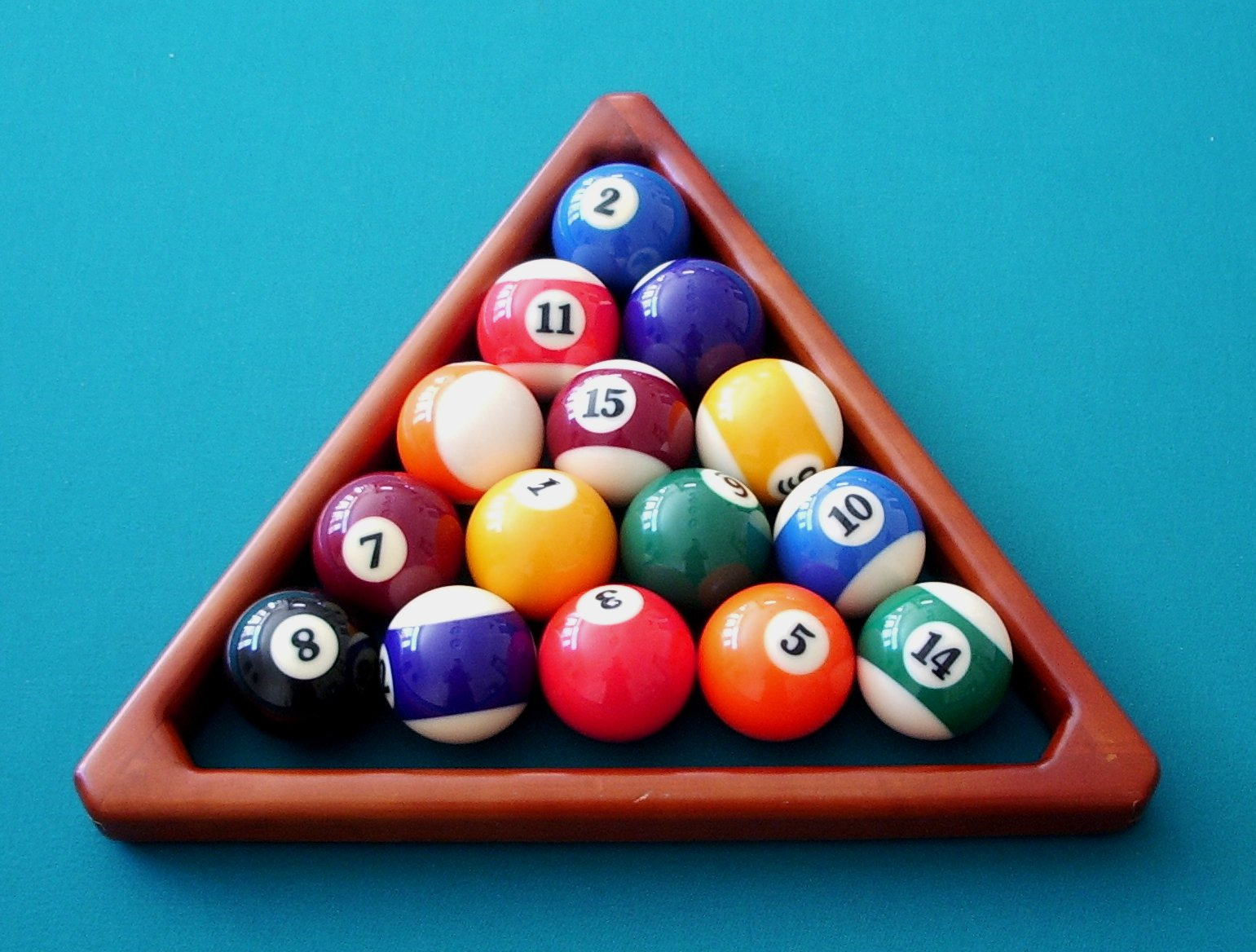
ポケットビリヤードで使われている的球

ビリヤードで使用するボール（玉、球、ともに「たま」と読む）はフェノール樹脂などの硬質なプラスチックで作られ、大きさは競技によって異なるが概ね5～7cm程度のサイズである。ボールがどの方向にも正しく転がっていく必要があるため、非常に精密に作製されている。プラスチックが実用的になる以前は木材や象牙で作られていた。
ビリヤードではキューを振って先端のティップでボールに触れて転がす。この一連のアクションを指して「撞く」、「突く」と表現する。また、競技中においてはボールに接触が許されているのはキュー先に取り付けられたティップのみであり、ティップ以外の部分で触れたり、ボールを置き直すなどの必要がない場合に手で直接ボールに触れることはファールとなる。

#### 手球
プレイヤーがキューで撞く球を手球又はキューボール (cue ball) と呼ぶ。手球の色は競技によって異なるが、概ね白やクリーム色をしている。基調は無地だが、ポケット競技で使用される手球には赤または青で小さな丸印、三角印、あるいはブランドマークなどが描かれているものをよく見かけられる。また、競技を観戦している視聴者にも手球の回転が理解できるように大きめのドット（点）を描いた「ドットボール」もよく利用されている。手球をポケットに入れてしまうとスクラッチの反則が適用される。
その他、狙った位置を撞くことができているかをチェックできるようにある面から見て同心円を描いてある「プラクティスボール」など練習用の手球が数種類ほど発売されている。ただし、実際の競技で利用されることはない。

#### 的球
手球を転がして狙い当てようとするボールを的球、オブジェクト・ボール(object ball)と呼ぶ。的球は手球と区別しやすいように、手球とは異なる色に着色されている。白色の手球に対して様々な色に着色されていることからカラーボールと呼ぶこともある。ポケット競技で使われる的球には通常、表裏の対極となる2箇所に1から15までの番号が描かれているが、キャロム競技やスヌーカーで使用される的球には番号は描かれていない。
通常のプレイで的球をキューで撞いてはならないが、ナインボールなどで先行権を決めるための「バンキング」、またポケット競技の1つであるスクラッチ・ゲームにおいては的球を直接撞くこともありうる。ただし、的球をキューで撞くことは的球にチョーク汚れをつけることになるため、店によって禁じている場合が多い。上記ゲームをプレイする場合は店に一言断りを入れておくなどの注意が必要である。

### 補助器具など

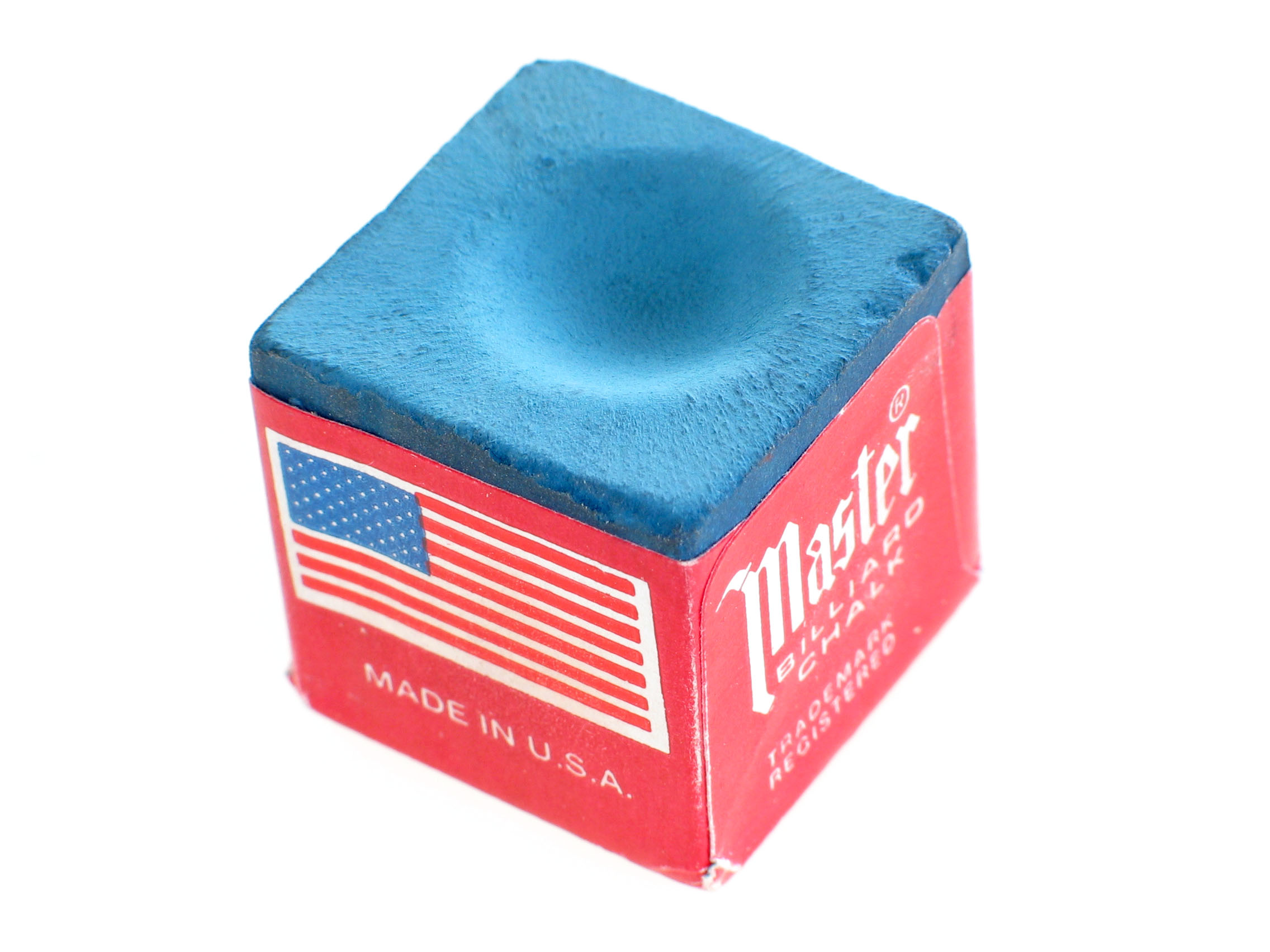
チョーク
チョークはティップと手球の摩擦係数を増加させるために使用される道具のことである。チョークをティップへ塗り付けないとティップが手球表面を滑りやすくなり、ショットミス（キューミスという）を起こしやすくなる。十九世紀初頭、イギリス・ロンドンのバートレーという人が経営するバス・ビリヤードの主任ジャック・カーは、ショットミスを防ぐためにキュー先にチョークの粉を付けることを考え出した。これによってティップの滑りを防ぐことができるようになった。
一般にチョークの主成分は筆記用のチョークと同じ炭酸カルシウムであり、1辺2 - 3cm程度の立方体に固められた状態で販売されている。ビリヤードで使用するチョークには研磨剤も配合されており、これがティップの表面に食い込むような形で付着するようになっている。この研磨剤によりティップは少しずつではあるが摩耗していく。
（筆記用のチョークには研磨剤が配合されていないため、ビリヤード用のチョークの代用品として使用してもティップにはあまり付着しない）
チョークを使用する際、指へチョークが付着しないように使用面を除いた5面が包装されており、使用面にはわずかに窪みがつけられているものが多い。青や緑、赤、ベージュなどに着色されているものが販売されているが、ラシャに付着してもあまり目立たない色を選んで使うことが推奨される。
その他
- グローブ - ブリッジを作る側の手に装着する手袋で、親指、人差し指、中指のみを包む。手汗をよくかく人がキューの滑りをよくするために使用する。
- パウダー - 同じく手汗の多い人がキューのすべりをよくするために用いる。
- メカニカル・ブリッジ - 手球が遠い位置にあり、ブリッジを組むにも手が届かない場合に使用する。
- エクステンション - 一時的にキューの長さを伸張することができる。
- ラック - ポケット競技においてカラーボールを定位置に並べる時に使う。木製枠の他に「シートラック」と呼ばれる薄いフィルム状の物がある。

## ビリヤードのプレイ
ビリヤードのゲームのほとんどは二人（それ以上のこともある）で行い、一方のプレイヤーがミスショットをすることによってプレイヤーが交代する。言い換えると相手が失敗しない限り自分がプレイすることはできないし、自分が失敗しない限り主導権を握り続けることができる。それはすなわちビリヤードとはいかにミスショットをしないゲームかということを表すともいえる（ここでいうミスショットとは、ファウルのほかに得点とならないショットを含む）。ナインボールで例えるならば、バンキングによって先攻を得た後、1番から9番までノーミスで突き切り、それを定められたセット数繰り返すことが一番確実な勝利方法といえる。
ミスショットをしないためには常に正確な狙い（エイミング）、ショットを毎回行う必要があるが、非常に強いプレッシャーのかかる場面においては普段どおりのショットができないことも多い。どのような局面であっても一定の精神状態を保ち続けることが安定したショットをする上で重要となることから、ビリヤードはメンタル・スポーツであるとされている。
またあるショットによって得点を上げたとしても、その次のショットを行うに当たってどの位置に手球を持っていくと自分にとって有利になるのかを考えておく必要があり、これをポジショニング・プレーと言う。
ポケット競技では的球をポケットし、手球を次の的球を狙いやすい位置に持っていくことを「ネキストを出す」と表現する。ネキストとは「next」（ネクスト）がなまったものと考えられており、「ネキ」と省略することも多い。ポジショニング・プレイを「ネキ出し」と言うこともある。ポケットすることを「入れ」、ポジショニングプレーを「出し」と言うこともある。
キャロム競技ではポケット競技と異なり、テーブルの上から的球が消えることはないため手球の止まる位置だけではなく、的球が止まる位置や、それぞれの球が走るコースなども考慮しなければならず、より高度なポジショニング・プレーが求められる。3つ球、4つ球競技において極力球の位置を動かさずに連続して得点を上げるセリー突きもポジショニング・プレーの一つといえる。

### マナー
各ゲーム共通のマナーとして以下のようなものがあげられる。
- くわえタバコでプレイしない。
- テーブルに飲食物を置かない。

上記2点についてはビリヤードのラシャを参照。
- 空いているテーブルにもたれない。
- プレイヤーの意識を引くような言動をしない。

大声で騒いだりしないことも当然であるが、他のプレイヤーの正面あたりに入り込まないように心がける、やむを得ず入ってしまった場合はむやみに動いたりしないことが推奨される。
- 道具を乱暴に扱わない。
- カラーボールをキューで突かない。

### 体格差について
ビリヤードは非常に大きなテーブルを使用するため、どうしても手の届かないところに手球が行くことがある。身長の高い人間・手足の長い人間は小柄な人間・手足の短い人間よりもそういう場合は普段と同じフォームでプレイできる範囲が大きくなるため、若干有利になるといえる。また威力のあるブレイクや強い回転をかけるショットを求める場合は、ある程度の筋力と体重があったほうがのぞましいとされる。
しかしどれほど大柄な人間であっても手球と的球の位置によってはレスト（メカニカル・ブリッジ）を使わざるを得ない状況になるため、大柄な人間が小柄な人間より圧倒的に有利であるとは言い切れない。また車椅子を使用するプレイヤーもいることから、プレイヤー自身の努力によって肉体の体格差をかなりのところまで跳ね返すことができると考えられる（これはプロのビリヤード選手をみても、体格などに統一性が見られないことからも推測できる）。
ビリヤードにおいては体格差よりも、正確なショット、プレッシャーに負けない精神力の方が重要といえる。

## キャロム・ビリヤード

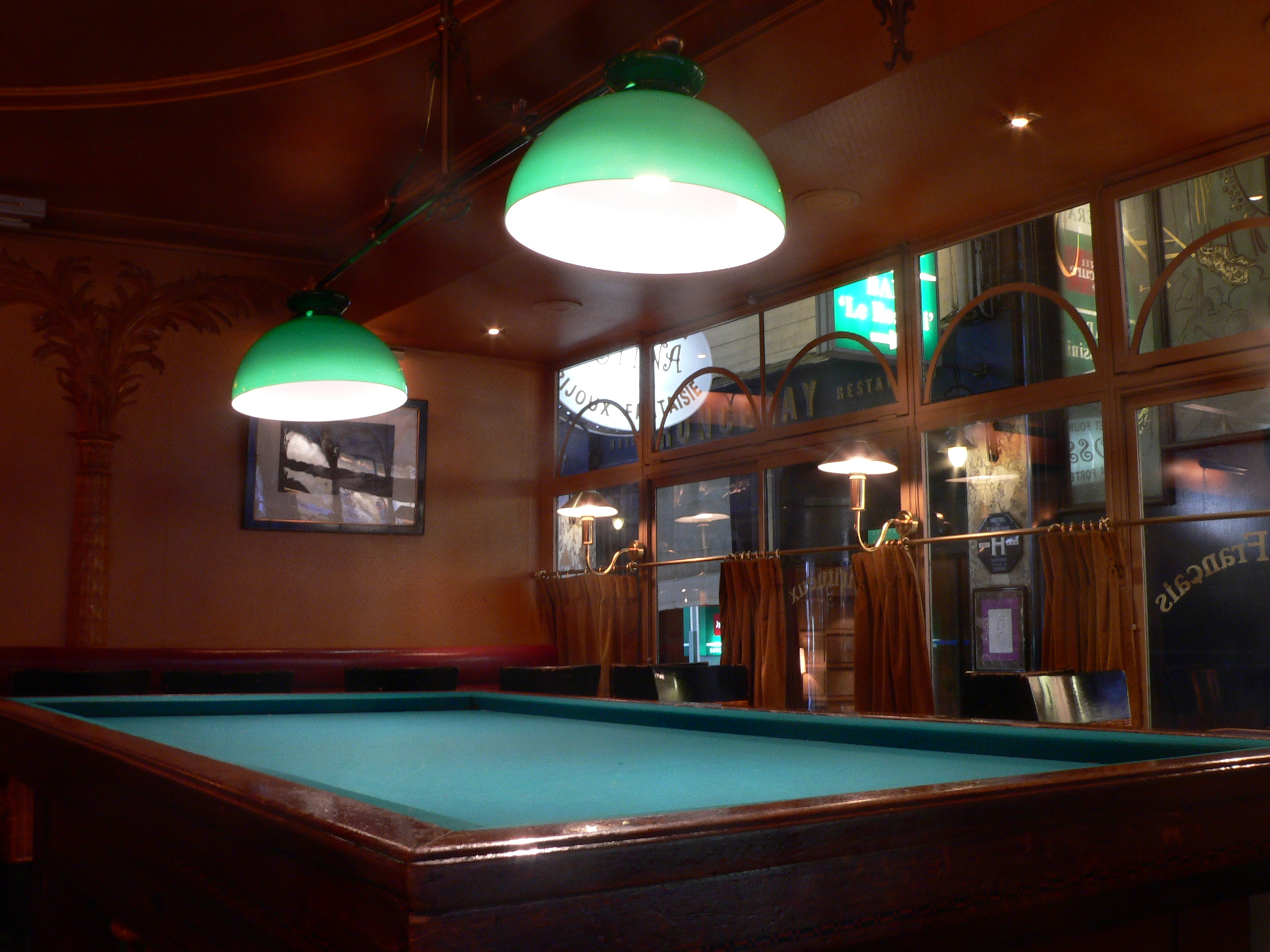
キャロムテーブル

キャロム・ビリヤード（俗にキャロム）はビリヤード競技のひとつ。手球を撞きワンショットで手球を2つ以上の異なる的球に当てるキャロム・ショット（英：キャノン・ショット）を行うことを競技の目的としている。キャロム・ショットが成立した場合は得点となり、競技者は続けて撞く事ができる。
キャロム・ゲームは白球2つと赤球1つ（競技によっては2つ）を用い、2人で行うものが多い。白球は競技者がそれぞれの球を自分の手球として保持し、他方の手球を的球として用いることができる。競技者が撞くことのできる手球はゲーム終了まで変更できない。ふたつの手球は同色・同型で判別がつかなくなる場合もあるので一方の白球に黒い印を付けることもあった。この黒い印をつけた手球は俗に「黒球」と呼ばれた。日本ビリヤード協会が制定した統一ルールでは、一方の手球は黄色く着色されたものを利用することになっている。
キャロム・ショットが成立するまでに必要な条件を設ける事で競技にはバリエーションがあり、それぞれの競技ごとに難易度が異なっている。公式競技には四つ玉、ボークライン（カードル）、スリークッション、バンドゲーム（ワンクッション）などがある。
キャロム・ビリヤードを行うテーブルはキャロム・テーブルと呼ばれ、球を落とすためのポケットはなく、四方が完全にクッションで囲われている。キャロム・テーブルには競技別にいくつかのサイズが存在する。
| サイズ     | 日本における俗称 | 主に行われる競技                               |
| ---------- | ---------------- | ---------------------------------------------- |
| 8フィート  | 小台             | 四つ玉                                         |
| 9フィート  | 中台             | 四つ玉、三つ玉、42cmボークライン、フリー競技   |
| 10フィート | 大台             | スリークッション、47cmボークライン、フリー競技 |

大台にはヒーターが内蔵されており常時保温されている。これはラシャを湿気から守りコンディションを一定に保つためである。ラシャは湿気が少なく乾燥しているほどボールが転がる距離が長くなるため、スリークッションなどで用いる重量のある手球を安定して長い距離走らせる必要が多い競技では外気に影響されないよう、ヒーターによる温度コントロールが必要となる。

## ポケット・ビリヤード
ポケット・ビリヤード（pocket billiards）は種目ごとに定められたルールに従ってボールをポケットへ落としていく競技。ポケット・テーブルには四隅と両長辺中央の計6つのポケットが設けられており、ここへボールを落としていく。それぞれのポケットにはネットが張られているものがある。ボールが落ちるとこのネット内に溜まる(pool)ことからプール・ビリヤード（pool billiards）（俗にプール）とも呼ばれる。
アメリカでは「ビリヤード」と言えばキャロム・ビリヤードを指すことが多いため、ポケット・ビリヤードについてはプールという呼び方がされることがある。日本においてはこのようなネットが張られたポケットはあまり見かけられず、ポケットへ落ちたボールがレール下に備え付けられたドレーンを伝って自動的に一箇所に集められるボール・リターン構造になっているものを見かけることができる。

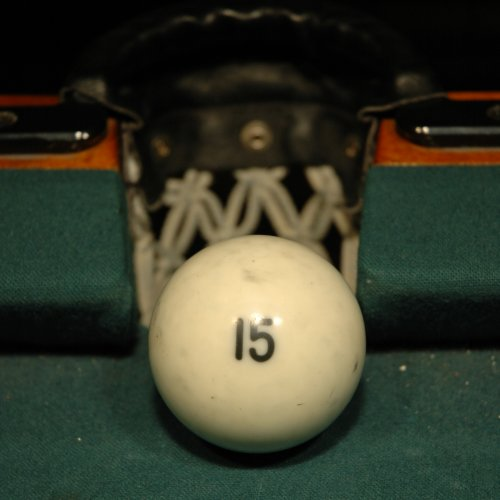
ロシアン・ピラミッド用のポケット

ポケットの形状は種目や国によって異なることがあり、ロシアン・ピラミッドで利用されるテーブルのポケットは逆ハの字、中国のポケットテーブルはスヌーカーのようにカーブ状になっているものが存在している。また、2008年現在においてプロトーナメントで利用されるテーブルは9フィートが公式サイズとなっている。
公式競技にはナインボール、エイトボール、ローテーション・ゲーム、ストレートプール（14-1、フォーティーン・ワン）、ワンポケット・ゲームなどがある。ほか、日本人が考案した種目に、ボウリングの採点方式を取り入れたボウラード、サッカーのコンセプトを融合させたFUJIYAMAがある。ボウラードは日本プロポケットビリヤード連盟のプロ認定試験において実技種目として採用されている。FUJIYAMAは1998年頃に開発され歴史が短いものの、世界のトッププレイヤーであるエフレン・レイズがオープン戦に参加した。

### ブレイクショット
スヌーカーも含め、ポケットビリヤードではセットの開始時に、複数の的球が決まった形に固めてセットされる。そのままでは的球をポケットすることが困難なため最初のショットはこれを崩す（散らす）ために行われる。これをブレイクショットと呼ぶ。1つの手球で複数の的球を散らす必要があるため、通常のショットよりも非常に大きなエネルギーを手球に与える必要があり、そのためキューやキュー先（ティップ、フェラル）へ大きな力が加わる。そのためティップの劣化が進むためにタッチが変わることを嫌い、ブレイクショットには専用のキュー（ブレイク・キュー）を用いるプレイヤーが多い。ブレイク・キューを個人で所有していないプレイヤーのなかには、ハウスキューで代用する人も多い。また場合によってはティップやシャフトを破損することもある。
- ボウラードなどはできる限り毎回同じような配置にすることがスコアを伸ばす際有利に働くため、さほど強いショットを行わないことが多い。またナインボールなどでも同様の理由から毎回一定の強さのブレイクを行うプレイヤーもいる。こういったゲームをプレイする場合、あえてブレイク・キューを使用しない人もいる。

### ジャンプ・ショット
ジャンプ・ショットとは手球が的球を飛び越えるように放つショットのことである。14-1やワンポケット、スヌーカー競技においてはジャンプショットは禁止されている。
ジャンプ・ショットはキューをやや上方より突き下ろすことで手球をラシャに叩きつけるようにショットし、手球の反発力を利用してジャンプさせる。キューを上から突き下ろすという独特のフォームを取るため、通常よりも若干短いキュー（ジャンプキュー）を使用することが多い。
かつてはそのフォームから、キューのシャフトをバットから取り外し、シャフトだけでジャンプショットを放つプレイヤーが多かった。しかしBilliard Congress of Americaによってキューの長さは最低40インチ（約101センチ）以上と定められ、シャフト単体ではこの長さに足りないため、シャフトに通常のバットよりも短いバットを付け加えたものが、ジャンプキューの始まりと言われている。
各キュー・メーカーよりさまざまなタイプのジャンプキューが発売されており、バットよりもシャフトの方が短いもの、バットの方が短いもの、非分割タイプのもの（ワン・ピース・キュー）、ブレイクキューと兼用のもの（バット部分がさらに分割できる）などがある。
なお、ビギナーが手球の下端を強く突くことで故意にキューミスさせ、手球をジャンプさせるシーンを見かけるが、故意のキューミスによるジャンプはルール上ファウルであることに注意されたい。
- ドローショットのミスによるミスジャンプはファウルではない（もちろん正しい的球に手球があたり、ノークッションファウルの適用外である必要がある）。

またジャンプさせた手球を狙った的球の上部に当て、その的球をさらにジャンプさせる高等テクニックもある（的球ジャンプ）。
ジャンプキューの使用はナインボールやエイトボールの一部のルールでしか認められていない。例として、WPA主催の世界ナインボール選手権および世界エイトボール選手権では使用可能だが、USオープンやIPT、APA・JPA等ジャンプキューが使用できない大会もある。USオープンとAPAでは、レギュレーションを満たすキューによるジャンプショットをすることはルール上問題ない。
アール・ストリックランド等一部のプレーヤーは、高度な技術を必要とするためプレーの妙味であったセーフティの応酬が、誰でも簡単にジャンプショットを可能にするジャンプキューの出現によりつまらなくなってしまったとしてジャンプキューに批判的な立場をとっている。

## アーティスティック・ビリヤード
アーティスティック・ビリヤードはビリヤード競技のひとつ。俗に曲球、トリックショットとも呼ばれる。ポケット・テーブル（ここではスヌーカー・テーブルも含む）で行われるものと、キャロム・テーブルで行われるものがある。JPBFではアーティスティック・ビリヤード選手権を開催している。
ポケット・テーブルで行われるものは複数の的球を定位置に置き、ワンショットで全ての的球をポケット・インさせるというものが多く、的球を決まった位置に置くことからセットボールと呼ばれる。日本ではこの分野においては木村義一プロなどが有名である。
日本ではTV番組「新春かくし芸大会」において堺正章（2004年）、恵俊彰（2007年）などがプロより技術指導を受けて挑戦したこともある。
キャロム・テーブルで行われるものは決まった位置に2個の的球と1個の手球を置き、マッセや「切り押し」「切り引き」と呼ばれる、他の競技よりも手球に鋭い回転を賭けるショットを多く用いて全ての的球に手球を当てることを目的とする。配置によって難易度が変わり、その難易度によって5-10点の得点が与えられる。日本ビリヤード協会(NBA)のキャロムビリヤード競技規定によると、一つの配置を規定条件と呼び、複数の規定で得た合計得点によって勝敗が判定される。一つの規定においてプレイヤーは3回の連続した試技が許され、一度成功するとその規定の得点が与えられる。

## 世界のビリヤード

### アメリカ
日本と違い、アメリカ英語では billiards と言った場合キャロムを指すことがあり、ポケットのあるゲームは pool、pocket billiard などと呼んで区別する場合があるので注意が必要である。
日本ではあまり見かけないが、アメリカではバー等に設置されたコイン式の有料ビリヤード台を良く見かける。この台はコインを入れると手球を含む16個のボールが貸し出されるようになっており、このような台ではもっぱらエイトボールが、ゲームに負けた方が次のゲームのゲーム代を置いて次のプレーヤーと交代し勝者が続けてプレーするというスタイルで気軽な娯楽として楽しまれている。
しかし、ゲーム中に手玉がポケットされてしまうとゲームが続行できないため、この様な台では的球と違うサイズの手玉を用いる事により機構上対応されている。とはいえ、手球以外の玉は一度ポケットされる次にコインを入れるまで出すことができない。エイトボールのルール上8番ボールをミスポケットすると即負けとなるのは、このコインテーブルの機構に由来する。
（近年のナインボール・ルールで理由を問わず的球を台上に戻さないようになったのは、主にアメリカにおけるテレビ放送の都合によるスピードアップを目的としてのものであり、上記コインテーブルの仕組が原因ではない）

### フィリピン
フィリピンではビリヤードは「貧者のゲーム」と言われており、安い料金でプレイできる。料金は1ゲームごとに精算する店舗が多く、ナインボールが7ペソ/ゲーム、エイトボールが10ペソ/ゲームとなっている。そのため、ゲームがすぐに終わってしまい結果として割高な料金を支払うことになるナインボールよりも1ゲームのプレイ時間が長いエイトボールが好んで遊ばれている。近年は時間ごとにゲーム代を支払う場所が増えた。
また国内で広く一般的に浸透しているため、ゴーゴーバーでは水着の女性とビリヤードが遊べるサービス産業が存在したり、スラムでは線路を不法占拠してビリヤードに興じるなどの問題が起きている。

## 日本での試合形式の概要
ここでは日本における試合形式について言及する。

### ポケット・ビリヤード
一般にはシュートアウトなしのテキサスエクスプレスのナインボールが最も多くプレイされているが、レベルに応じてプレイヤー同士でルールを取り決めてゲームを行うのが普通である。日本の住宅事情から、自宅にはテーブルを持たず、ビリヤード専門店に通うのが愛好者の間で一般的である。店ごとに決められた時間あたりの料金を支払ってプレーする。客のほぼ全員が現金を賭ける麻雀ほどではないが、ギャンブルを行う者がいる。ただ、近年、ギャンブル禁止を謳う店舗も散見され、純粋なスポーツあるいは競技として取り扱われる傾向は増えつつある。
公式戦
公式戦は、ビリヤードに関連する団体が主催して行う試合である。想定される参加者の所属する地域に関しては、全国レベルのものから、参加者の所属する地域をある程度限定するもの、地域対抗の形式のものなど各種ある。参加者に対してハンディキャップは設定されないことが多い。公式戦にはアマチュアのみ参加できるものと、アマチュアとプロの両方が参加できるオープン戦があり、オープン戦には国内オープン戦と国際オープン戦がある。オープン戦の場合アマチュアの参加が限定されることもある。
ハウストーナメント
各地のビリヤード場が主催して行う試合である。想定される参加者の所属する地域は、ほとんどがその店舗の近隣を想定されているが、そのように規定されている場合は少ない。公式戦と異なり、異なる技量の参加者同士が拮抗したゲームが行えるよう、参加者の技量「クラス（級）」に対してハンディキャップを設定する、あるいは参加者の技量を参加条件として限定している場合が多い。

## 日本におけるクラス（級）とハンディキャップ
アマチュア・プレイヤーの技量は「クラス」（「級」とも言われる）に分けられる。

### キャロム・ビリヤード
各個人が「持ち点」と呼ばれる点数を持ち、その持ち点によってハンデが決定する。

### ポケット・ビリヤード
アマチュアプレイヤーはビギナー、C、B、A、SAなどのクラスに分類される。これらの分類の中で唯一SA級だけが「アマチュア全国大会の優勝者」と定められているが、他のクラスに関しては明確な基準は定められておらず、クラスはプレイヤーからの自己申告に基づく。そのため、参加者の実際の技量を絶対的に示す基準になりえておらず、「異なる技量の参加者が拮抗したゲームを行う」という本来の機能を果たしていないと指摘する意見もある。
一度クラスを申告してしまうと、以降は下位のクラスとしては試合などへ出場することは認められないことが多いため、明らかに上のクラスの実力があっても下のクラスから昇格しようとしない人間もいる。例えば、ある店舗で開催される月例会（マンスリーハウストーナメント）において、一度A級として出場した場合、翌月以降もA級での出場が義務付けられるという意味である。なお、それ以外の試合（他店での試合）へ出場する場合はこの限りではないが、クラスを偽ることになるため推奨されない。
店舗によっては女性クラスを示すL級を設けることがあり、LA級、LB級、LC級と分類しており、ハンデを多く与えることがある。そのため、公平に見て女性よりも実力の劣る男性が、女性へハンデを振らなければならない状況が生まれることがある。例えば、ナインボールの試合であれば、男性A級プレイヤーが6セット先取であるのに対し、LA級は男性のB級と同じハンデの4セット先取というハンデが与えられる（体力・体格・腕力面よりもプレイ人口比率面からの優遇と考えられる）。
またプロがアマチュアのハウストーナメントなどにゲストとして参加する場合、Pクラスが設けられることがある。
ビリヤードのプレイは数値に表せるものではないため、万人に通用する明確な基準を作成するのは非常に困難である。また、クラスをあまり細かく分けすぎるとハンデの振り方が煩雑になり、大雑把過ぎると異なった実力の2人が同クラスとなり不公平感が生まれるなど、調整が非常に困難な部分である。

#### 競技ごとのハンデの振り方
競技によってさまざまなハンデの振り方がある。以下に一例を挙げる。
- ナインボールやエイトボールでは、先取すべきセット数に差をつける（例えば、A級6セット、B級4セット、C級3セットとし、先に9番ボールをセット数分だけ入れたほうが勝ちとなる）。
- ジャパンナイン、あるいは5-9では、セット数という概念がないため、点球（てんだま）を増やしたり、倍率付け（点球をサイドポケットへ入れた場合、点数を2倍付けするか）などで調整する。
- ローテーションでは獲得すべき点数に差をつける（例：A級240点、B級150点、C級90点とし、その得点を先に獲得した者の勝利となる）。

## 玉突きというたとえ表現
「玉突き」という言葉は、自動車が次々と連なって衝突事故を起こすさまにも使われ、「玉突き衝突」「玉突き事故」と表現される。

## ビリヤードを題材とした作品

### 映画
- ハスラー（The Hustler）（1961年 アメリカ）
- ジェームズ・コバーンの新ハスラー（The Baltimore Bullet）（1980年 アメリカ）
- 銀蝶渡り鳥（1972年 日本）
- 道頓堀川（1982年 日本）
- ハスラーザ・ファイナル（Io chiara e Lo scuro）（1983年 イタリア）
- ナンバーワン（Number One）（1984年 オーストラリア）
- ビリー・ザ・ハスラー（Billy The kid And The Green Baize Vampire）（1985年 イギリス）
- ハスラー2（The Clolor Of Money）（1986年 アメリカ）
- ハードショット（Hard Knuckle）（1987年 イギリス）
- キス・ショット（天使のキス・ショット）（Kiss Shot）（1989年 アメリカ）
- スティックメン（STICKMEN）（2000年 ニュージーランド）
- ナイン（2000年 日本）
- プールホールジャンキー（Poolhall Junkies）（Warner 2003年 アメリカ）
- 孔雀 女ハスラー捜査官（2007年 日本）

### 漫画
- ブレイクショット（前川たけし）
- Hot Shot（大野純二）
- POOL SHOOTER（鈴木信也）
- キング・オブ・ザ・ハスラー（谷津太郎）[注 13]
- ハスラー・ザ・キッド（小笠原十余志原作/黒咲一人作画）
- ザ・ハスラー（一の瀬正）
- 撞球水滸伝（中野喜雄）
- 獣のように（かわぐちかいじ）
- [w]ウォン（たがみよしひさ）
- GAME-ゲーム-（小塚敦子）
- ハスラー・レプリカン（よこみぞ邦彦）
- ちょっとナインボール（羽田周平原作/堀田あきお作画）
- 突いてくるかい（笹沼傑嗣）
- キス・ショット（おおぬまひろし）
- POOLPLAYER ISABU（山下東七郎）
- J.boy（能條純一）
- ナインパズル（酒井まゆ）
- 散球（竹内広次）
- 命撞き（北村永吾）
- 黄金のマッセ（青山広美原作/若狭たけし作画）
- ハスラーボーイ（落合ひさお）
- ビリヤードスター（コンダレーシング）
- ミドリノバショ（岡Ｑ）

### 小説
- 撞球室の七人（橋本五郎）
- ハスラー（ウォルター・テヴィス）
- キス・ショット！（春原いずみ）
- 道頓堀川（宮本輝）
- 学生街の殺人（東野圭吾）
- ビリヤード・ハナブサへようこそ（内山純）

### ゲーム
- カービィボウル
- ルナーボール
- エキサイティングビリヤード
- サイドポケット
- ポケットギャル
- マジカルショット
- キャロムショット
- キャロムショット2
- 撞球 ビリヤードマスター
- EXビリヤード
- プレビリアン
- THE ビリヤード
- ブレイクナイン

### 記念切手
- ワールドゲームズ2001で記念切手図柄に採用された。